# 臟腑
臟腑，是中醫对内脏的總稱，通稱五臟六腑。根據《素问‧五臟別論篇》，「臟」指的是人體內的五臟，即：肝、心、脾、肺、腎（加上心包即为六臟），主要功能為生化和蓄存精氣；以及六腑，即：膽、小腸、胃、大腸、膀胱、三焦，主要功能為受乘和傳化水穀並積存精氣。

## 中西醫之辨
中医在《素问》中描述的是实体器官。对于“藏象/臟象”仅是《素问·六节藏象论》有提及，并没有形成脱离解剖的理论体系。中国古代对人体解剖有过几波尝试，也更正了小部分更古时期的错漏，但饱受证圣法古思想局限，未能修正《内经》框架的错误。以北宋《存真图》为例，部分血管仍然视为细脉、细络。在这一个背景下，西方解剖学的引入给中医带来了极大的冲击。惲鐵樵面对废除中医运动的质疑，在《群经见智录》中提出“故《内经》之五藏，非血肉之五藏，乃四时之五藏”，从而创立“藏象/臟象学说”的理论体系，将脏腑和实体器官分开。
在四时五脏的“藏象/臟象学说”的前提下：
- 中醫的臟腑，與西醫提出的臟腑的生理結構並非相同。「象」指的是五臟六腑發揮功能時所呈現的表象。結合陰陽五行及臟象學說，五臟六腑的機能，可視為一種「表裏對立」和「生化剋制」的作用，以「臟」為「裏」，以「腑」為「表」，並歸納出各個臟腑的表裏對立關係；若整合臟腑於陰陽學說，則相對於腑時，臟屬陰。根據《素問‧金匱真言論篇》，「肝、心、脾、肺、腎皆為陰也。」
- 此外，除了五臟，「心包絡」亦為臟，於六腑中的三焦相表裏；由於病理變化與心相似，亦常於針灸以外的醫術中視為心的外圍，故亦歸屬於心。還有脑、髓、骨、脈、女子胞（子宫），統稱為「奇恆之腑」，由於它們功能似臟非臟，似腑非腑，形同於腑，其功能又似臟，故取此一統稱。
- 人体是一个以五脏为中心的有机整体，在结构上相互联结、相互影响，在功用上相互补充、相互为用，五者缺一不可、不能分离，共同协调人体生命的平衡。[4]臟腑在生理上的功能特點具有指導臨床實踐的意義，如臟有病多見虛證；腑有病多見實證；臟實者可瀉其腑，腑虛者可補其臟。每個臟腑各有它的功能活動，並通過經絡、營衛、血氣等彼此連絡及互相協調平衡以維持生命。

## 陰陽五行下的臟象學說

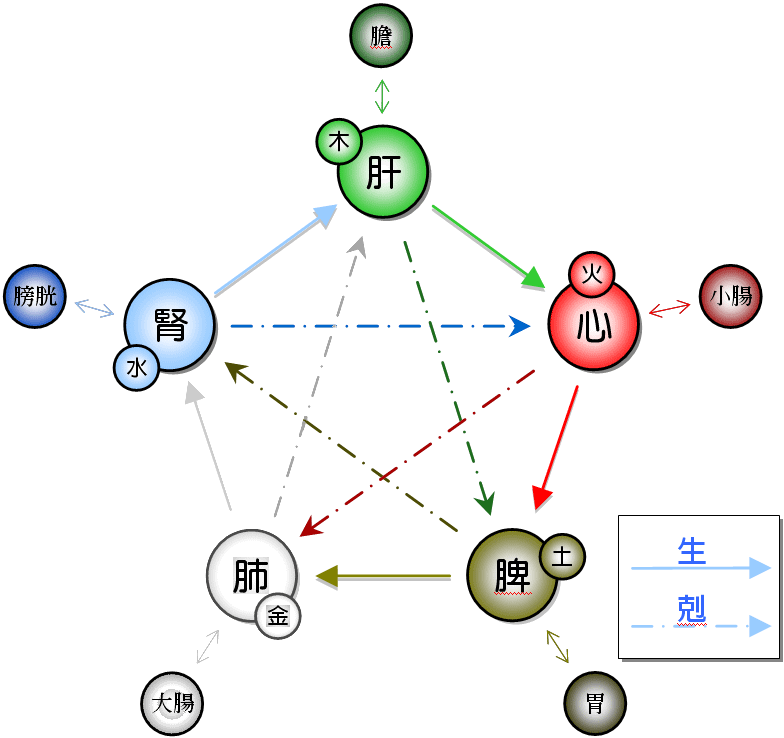
根據五行學說臟腑間的相生相剋關係

五行對應五藏，在先秦兩漢時代曾有过幾種不同說法：《管子》認為，脾酸（木）、肺鹹（水）、腎辛（金）、肝苦（火）、心甘（土）。古文經家認為，脾木、肺火、心土、肝金、腎水。今文經家認為，肝木、心火、脾土、肺金、腎水。
《黃帝內經》採用今文經家的說法，形成後世中醫傳統。

### 五臟
五臟分別與五行相對應，即心火、肝木、脾土、肺金、腎水。各臟器又有個號的相生、相剋關係，並依次序產生連續的關係：
- 五臟的相生關係：肝生心、心生脾、脾生肺、肺生腎、腎生肝。
- 五臟的相剋關係：肝剋脾、脾剋腎、腎剋心、心剋肺、肺剋肝。

根據陰陽學說，每個臟器又可根據其生理活動，分為陰陽兩類狀態，且兩個狀態必須協調，臟器才能正常運作；否則便有可能影響臟器本身的功能，若按上述五行的對應，陰陽失調更會進一步影響其他臟器的正常活動。

#### 功能概述
- 心:《内经》说：“心者五脏六腑之大主”。主神志，主血脉，在液为汗，开窍于舌。位于胸腔之内，斜位于胸腔中纵隔内，膈膜之上，两肺之间，2/3位于正中线左侧，1/3位于正中面右侧，心尖朝向左前下方。形似倒垂未开之莲蕊，外有心包护卫。心为神之舍，血之主，脉之宗，在五行属火，为阳中之阳，起着主宰人体生命活动的作用。手少阴心经与手太阳小肠经在小肠与心之间相互络属，与小肠相表裏。

- 肝:在五行屬木，主疏泄，魂之处，藏血，其华在爪，其充在筋，开窍于目，在志为怒，在液为泪，与胆相表裏。《素问·灵兰秘典论》说：“肝者，将军之官，谋虑出焉”，表现在调节精神情志，促进消化吸收，以及维持气血、津液的运行三方面。肝位于上腹部，横膈之下。

- 脾:在五行屬土，主藏，统血，谓之主，开窍于口，主肌肉，运化水谷（營養物質），主升清，后天之本，主四肢，其华在唇，统血益气，在志为思，藏意生思，思伤脾。在液为涎；藏营，司运动，与胃相表裏。在解剖上，中医的脾是仓廪之官。

- 肺:在五行屬金，專司呼吸，主宣發肅降，通調水道，朝百脈，主治節，協助心君調節氣血運行，故稱"相傅之官"。其附屬功能為：在志為憂（悲），在液為涕，在體合皮，其華在毛，在竅為鼻。肺的經脈與大腸相連，互為表裡關係。陽中為少陽，三焦為上焦。

- 肾:腎的主要生理功能是藏精，主生長發育和生殖；主水液、腎主納氣。其與其它組織器官的關係是：腎主骨、生髓、通於腦，齒為骨之餘。其華在發，開竅於耳及二陰，在志為恐，在液為唾。腎與膀胱通過經脈的相互絡屬，構成表裡關係。

### 六腑
六腑對應经络中的陽經，如足陽明胃經、手少陽三焦經等。

## 延伸阅读
[在维基数据编辑]
 《欽定古今圖書集成·明倫彙編·人事典·臟腑部》，出自陈梦雷《古今圖書集成》